# Olde English cyder
Olde English cyder är en torr stark cider (6 %) från Storbritannien, bryggd och marknadsförd av Gaymer Cider Company. Familjen Gaymer uppges ha tillverkat cider redan på 1680-talet, och har ett ursprung i Banham, Norfolk. Detta ursprung i östra England är ovanligt, eftersom Herefordshire i västra England är ursprunget till den mesta av den engelska cidern.